# Castello di Wernigerode
Il castello di Wernigerode (in tedesco: Schloss Wernigerode) è un castello situato nelle montagne dello Harz sopra la città di Wernigerode in Sassonia-Anhalt, in Germania. L'edificio attuale, terminato alla fine del XIX secolo, è simile nello stile al castello di Neuschwanstein, anche se le sue fondamenta sono molto più antiche.
È aperto al pubblico e uno dei più visitati in Sassonia-Anhalt.

## Storia

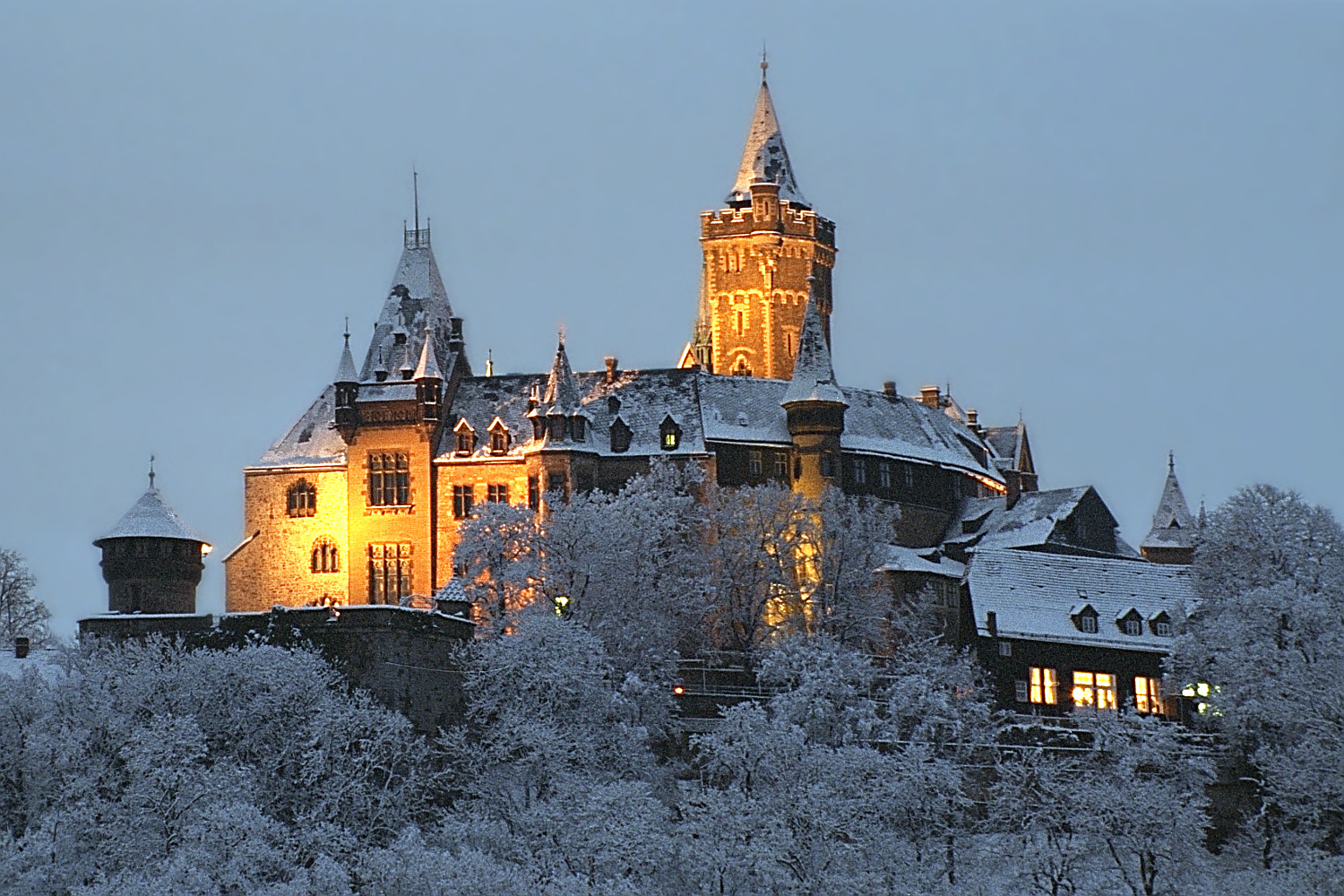
Veduta del castello d'inverno

La prima menzione dell'edificio risale ad un atto del 1121, in cui venne nominato il nobile sassone Adalberto di Haimar, conte di Wernigerode. Questa è la prima documentazione che menzione l'esistenza di Wernigerode, città fondata circa un secolo prima con la deforestazione della zona circostante. 
I conti di Wernigerode costruirono il loro castello su un pendio a sud della città come loro residenza; l'edificio fu menzionato come castrum solo nel 1213. Quando la linea dei conti di Wernigerode si estinse nel 1429, le terre di Wernigerode furono ereditate dalla vicina contea di Stolberg.
Quando nel 1645 la linea Stolberg-Stolberg si divise, Wernigerode divenne di nuovo la capitale della contea di Stolberg-Wernigerode. I conti tuttavia lottarono con i cittadini nel corso della Guerra dei Trent'anni e dovettero prendere la loro residenza nella vicina Ilsenburg.
Fu solo nel 1710 che il conte Cristiano Ernesto poté trasferire la sede del governo a Wernigerode, quando fece ricostruire il castello in stile barocco. Regnò per 61 anni, anche se dovette accettare la signoria del re Federico Guglielmo I di Prussia nel 1714.
Il discendente di Cristiano Ernesto, il conte Otto, primo presidente della provincia prussiana di Hannover dal 1867, presidente della Camera dei Lord prussiana dal 1872 e vicecancelliere tedesco dal 1878, fece ricostruire il castello in uno stile neogotico, secondo il gusto dell'epoca, noto anche come storicismo, terminando il progetto nel 1893. L'intero complesso comprende una cappella costruita nel 1880 secondo i piani del famoso architetto viennese Friedrich von Schmidt. Nel 1945 l'edificio fu sequestrato dall'amministrazione militare sovietica in Germania.

## Galleria d'immagini

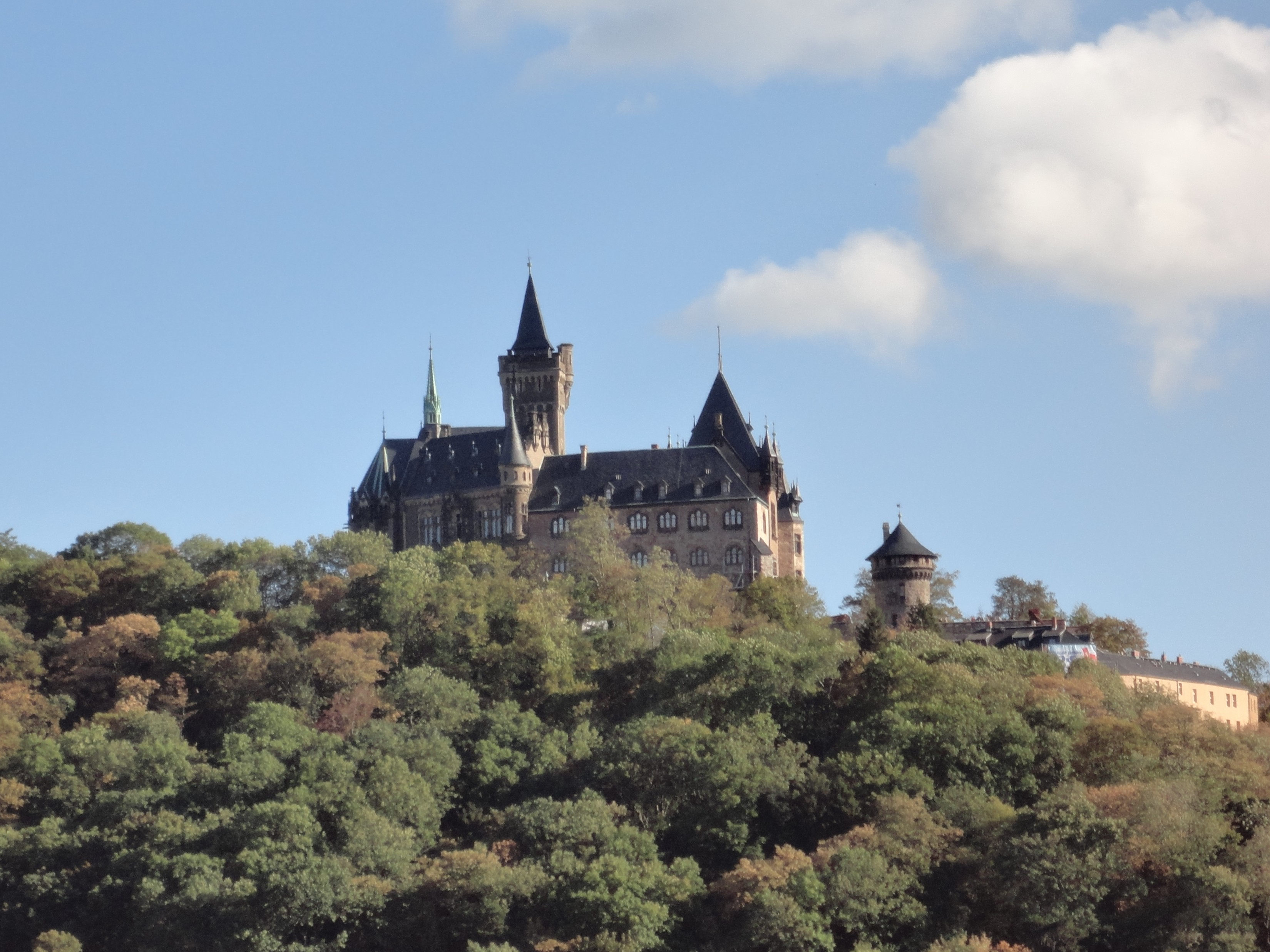
Vista del castello nell'ottobre 2016.
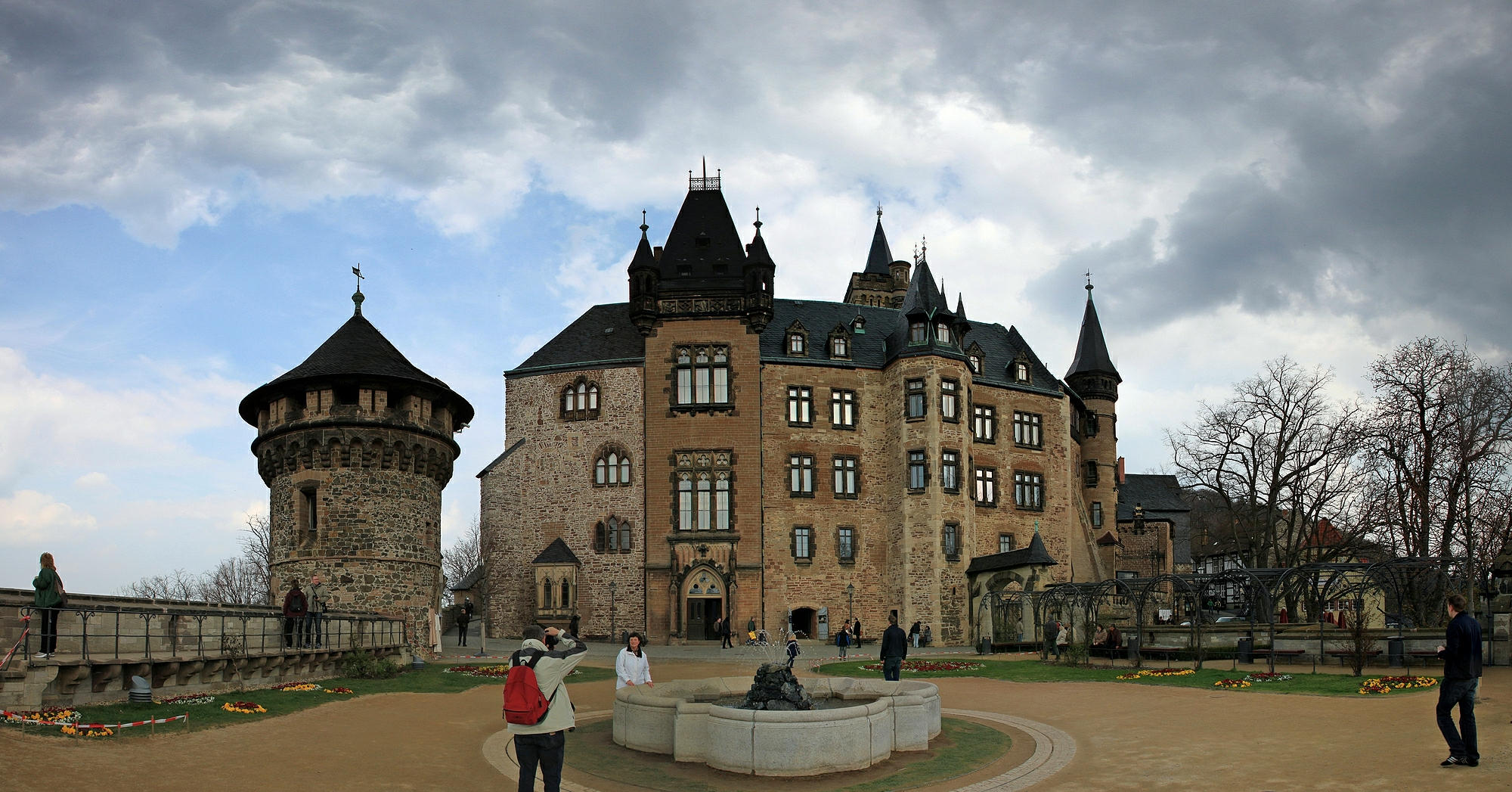
Vista della terrazza del castello.
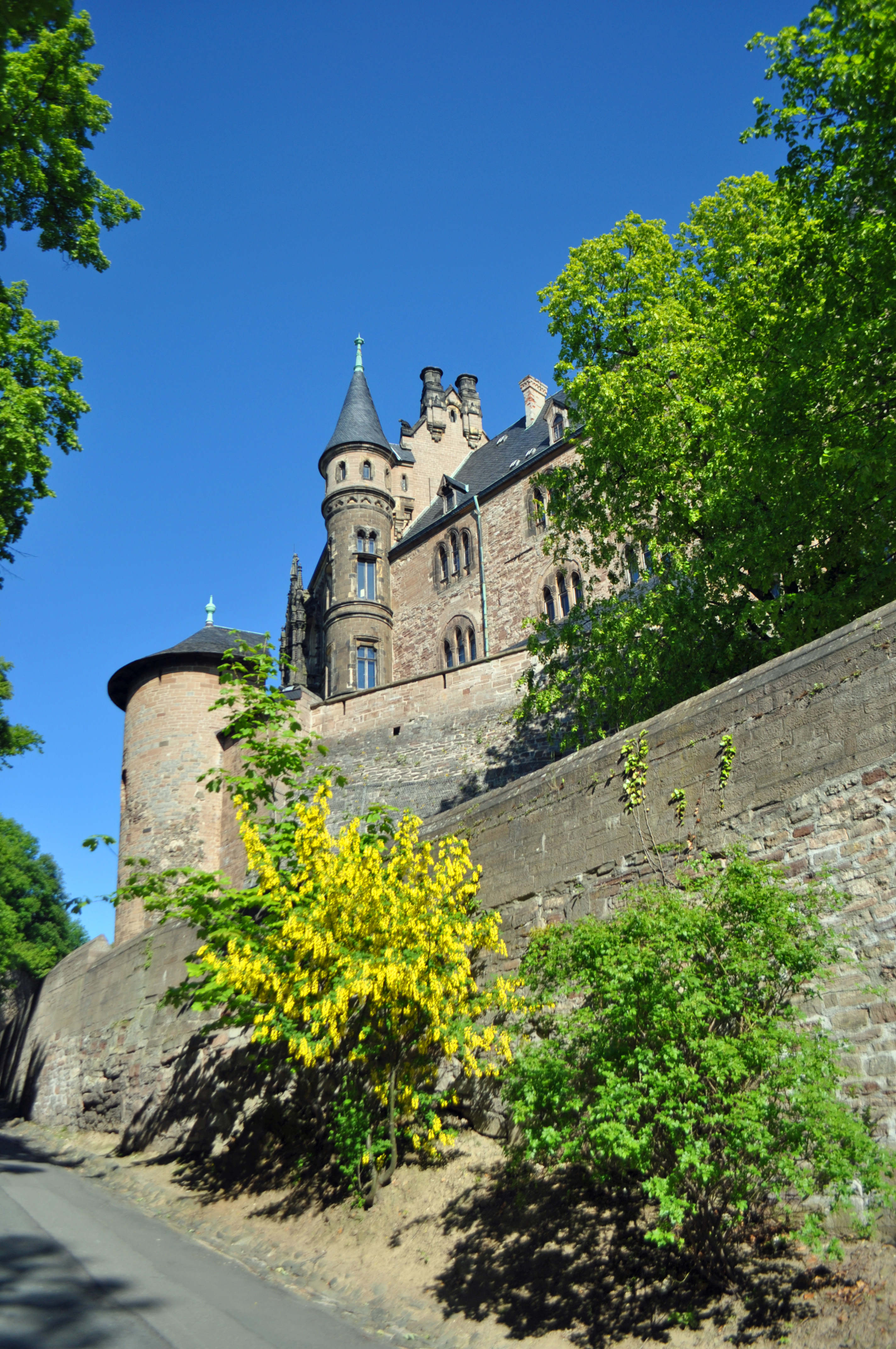
Salita al castello.
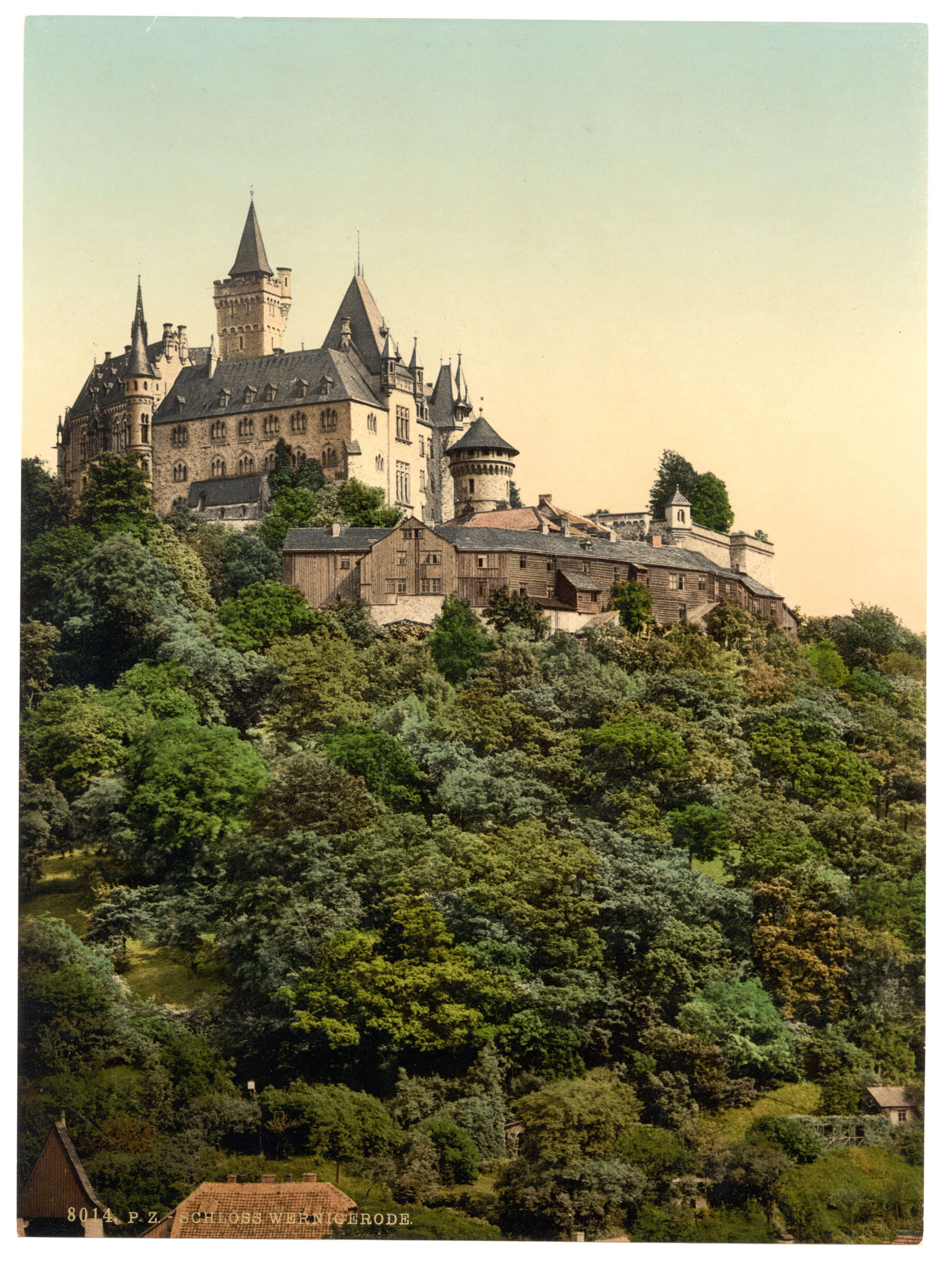
Immagine storica, 1890-1900.
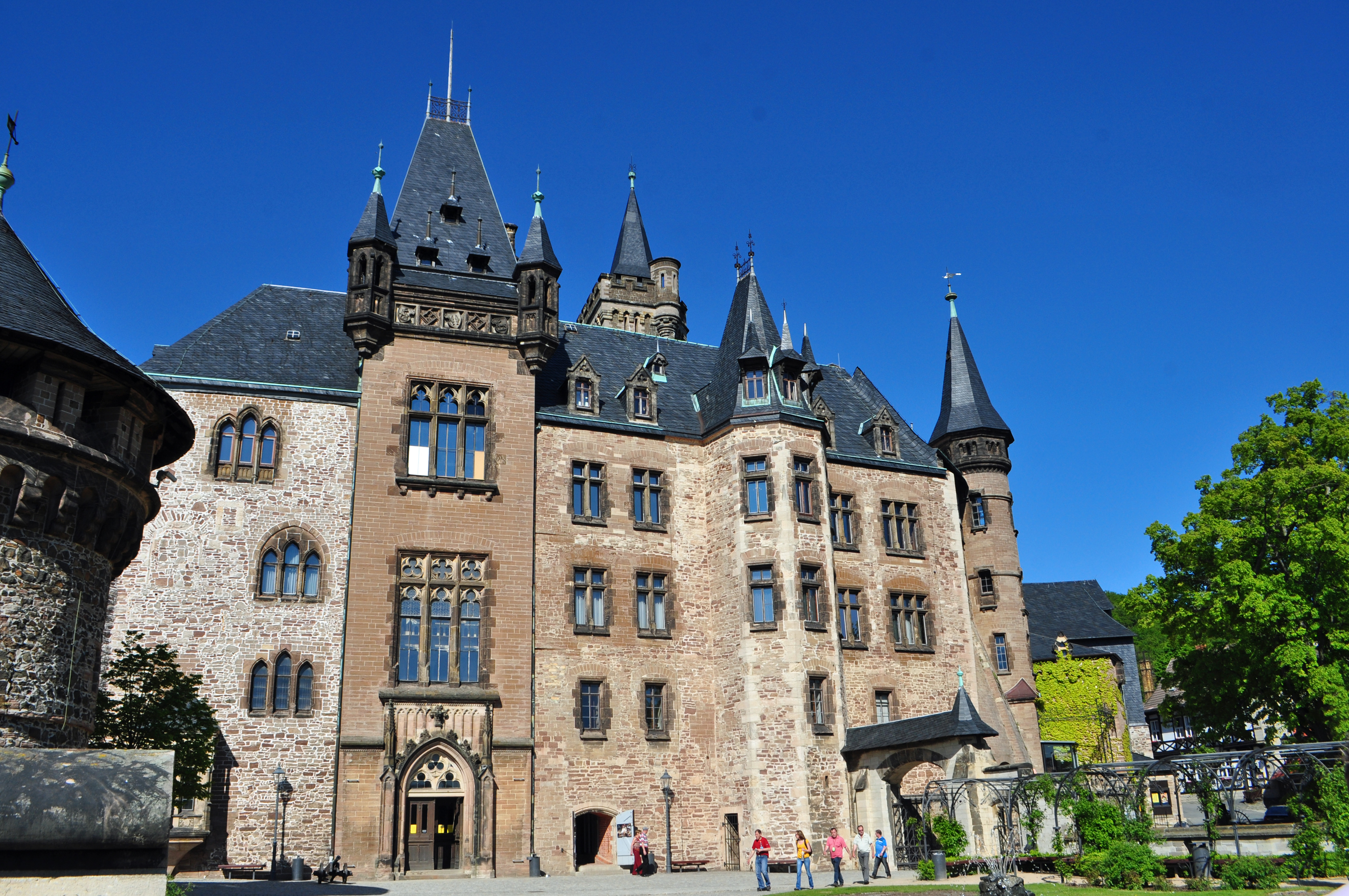
Entrata principale.
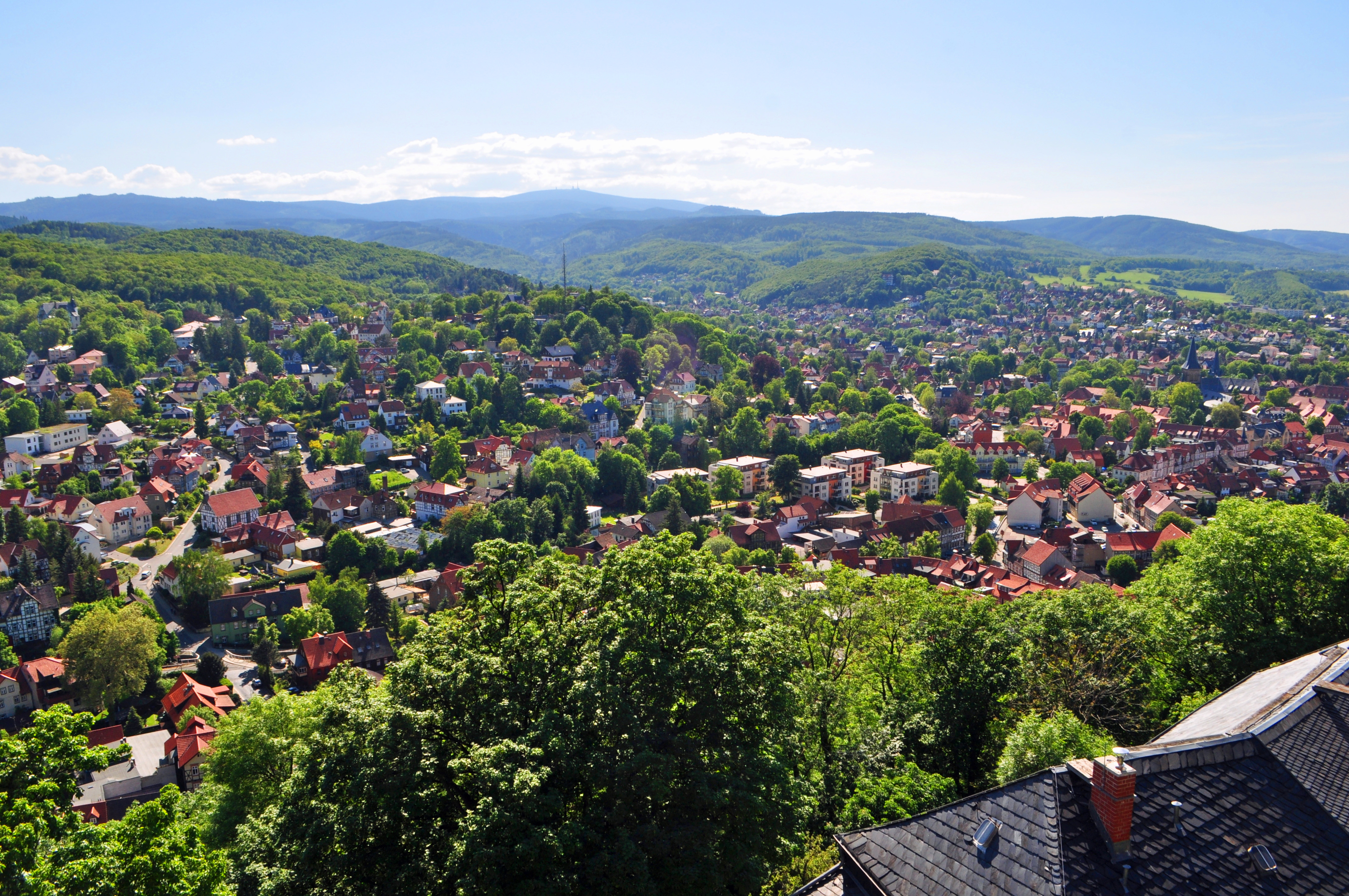
Veduta della città di Wernigerode dalla terrazza del castello.
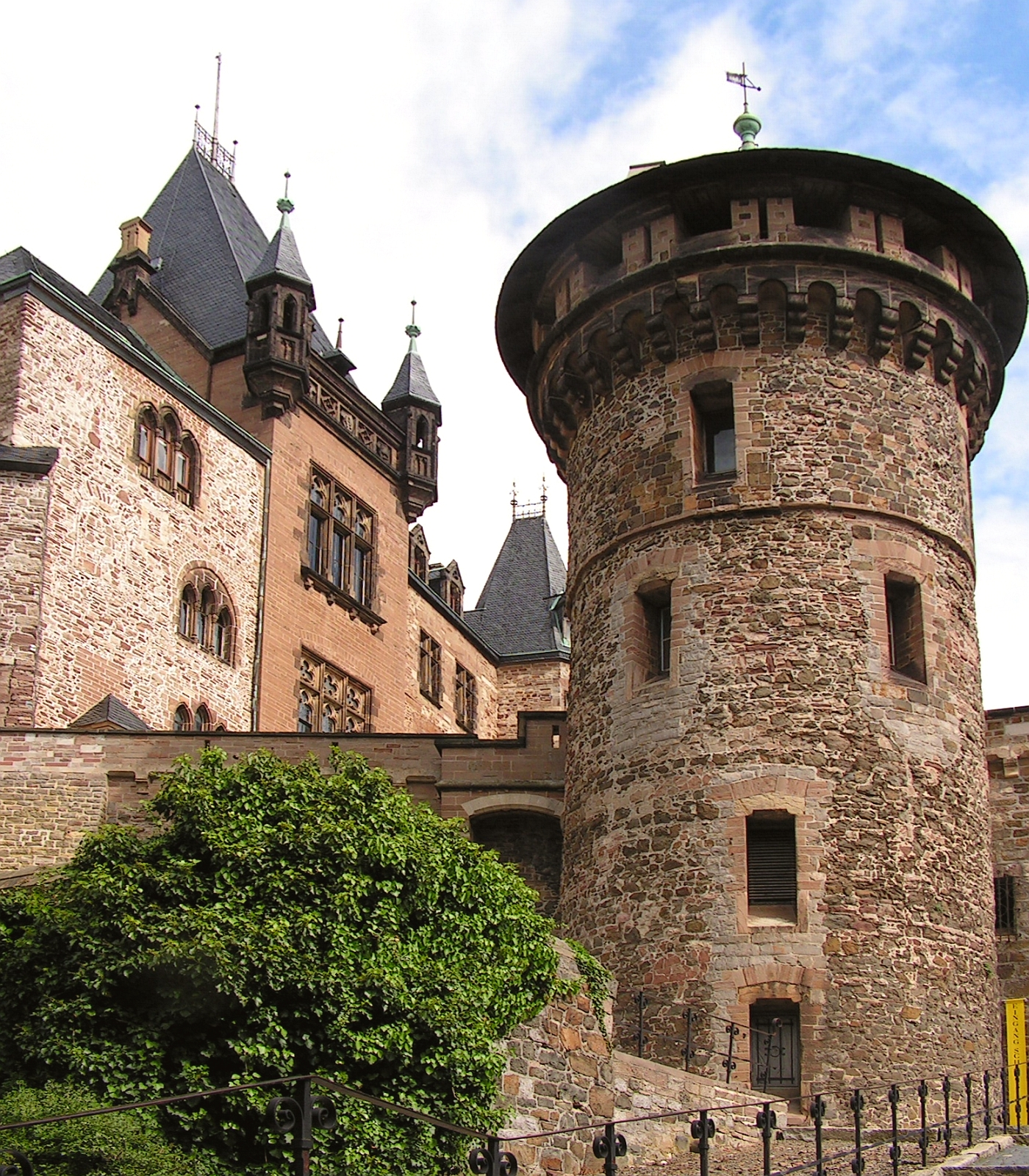
Torre di difensa.